# Bezodnea, Radîvîliv
Bezodnea (în ucraineană Безодня) este un sat în comuna Sestreatîn din raionul Radîvîliv, regiunea Rivne, Ucraina.

## Demografie
Componența lingvistică a localității Bezodnea
     Ucraineană (97,46%)
     Rusă (2,54%)
Conform recensământului din 2001, majoritatea populației localității Bezodnea era vorbitoare de ucraineană (97,46%), existând în minoritate și vorbitori de rusă (2,54%).